# 林菲爾德 (麻薩諸塞州)
林菲爾德（英語：Lynnfield）是一個位於美國麻薩諸塞州艾塞克斯縣的鎮。

## 人口
根據2020年美國人口普查的數據，林菲爾德的面積為27.10平方千米，當中陸地面積為25.60平方千米，而水域面積為1.50平方千米。當地共有人口13000人，而人口密度為每平方千米480人。